# ألكسندر فيشباين
ألكسندر فيشباين Alexander Fishbein (ولد في 8 مايو 1968) لاعب شطرنج أمريكي يحمل لقب أستاذ كبير.

## حياته
- تعلم الشطرنج من والده في سن الرابعة.

## إنجازاته
- لعب في بطولة الولايات المتحدة للشطرنج أربع مرات.

## كتبه
- من كتبه: نهايات الملك والبيدق 1993، فيشر 1996، الجامبيت السكوتلاندي 2017.

## روابط خارجية
- ألكسندر فيشباين على موقع الاتحاد الدولي للشطرنج (الإنجليزية)
- ألكسندر فيشباين على موقع مباريات الشطرنج (الإنجليزية)
- ألكسندر فيشباين على موقع 365Chess.com (الإنجليزية)
- ألكسندر فيشباين على موقع Chesstempo.com (الإنجليزية)
- ألكسندر فيشباين على موقع الاتحاد الأمريكي للشطرنج (الإنجليزية)